# Harrijärvi (sjö i Finland, Lappland, lat 69,30, long 28,62)
Harrijärvi samiska: Suä'vveljäu'rr är en sjö i Finland. Den ligger i kommunen Enare i landskapet Lappland, i den norra delen av landet, 1 000 km norr om huvudstaden Helsingfors. Harrijärvi ligger 128,3 meter över havet. Arean är 96,3 hektar och strandlinjen är 11,92 kilometer lång. Sjön  ingår i Pasvik älvs huvudavrinningsområde. 